# マニサ県
マニサ県（マニサけん、トルコ語: Manisa ili）はトルコ西部、エーゲ海地方の県。マニサ大都市自治体とは同一の範囲である。
時計回りに北にバルケスィル、東にキュタヒヤ、ウシャク、南にデニズリ、アイドゥン、西にイズミルと接している。

## 下位自治体
マニサ県には17の下位自治体がある。
- アフメトリ（Ahmetli）
- アクヒサル（Akhisar）
- アラシェヒル（Alaşehir）
- デミルジ（Demirci）
- ギョルマルマラ（Gölmarmara）
- ギョルデス（Gördes）
- クルカアチュ（Kırkağaç）
- キョプリュバシュ（Köprübaşı）
- クラ（Kula）
- サリフリ（Salihli）
- サルギョル（Sarıgöl）
- サルハンル（Saruhanlı）
- シェフザデレル（Şehzadeler）
- セレンディ（Selendi）
- ソマ（Soma）
- トゥルグトル（Turgutlu）
- ユヌセムレ（Yunusemre）

## 名所
スピル山国立公園は豊かな森に覆われており、温泉やニオベーの「泣き石」、キュベレーの彫刻などで有名である。120以上の植物がこの地域原産であり、アネモネもその一つである。この国立公園はキャンプができるようになっている。
サリフリのサルディスは古代リディア王国の首都であり、クロイソス王が治めた。この地域は幾度かの地震で崩壊し、現在に残る古代建築はいずれもローマ時代程度までしかさかのぼれず、アルテミス宮殿と修復された学堂が残るのみである。その他、天然の鉱物で彩られたモザイクで巧みに装飾されたユダヤ教の礼拝堂などがある。
現在のアクサヒルとして知られる古代都市ティアテラにはヨハネの黙示録でアジアにあるとされる7つの教会のうち一つが見られる。現在この地域は重要な商業地区となっている。アラシェヒルの古都フィラデルフィアの跡にも7教会のうちの一つが立っており、その他いくつかのビザンティン時代の教会が見られる。
Sindelli村には人類の足跡の化石が残っており、これは紀元前50世紀から25世紀の間に付けられたと考えられている。
Kula地域にはオスマン時代の風景を残すきれいな町並みが残っている。Yunt Dağı、Gördes、Kula、Demirciなどの地域ではカーペットやキリムが有名である。また、県内にはいくつもの温泉がある。